# مس سرچشمه (ابهام‌زدایی)
مس سرچشمه (ابهام‌زدایی) ممکن است به یکی از موارد زیر اشاره داشته باشد:
- مس سرچشمه: شهری در استان کرمان
- باشگاه فوتبال مس سرچشمه به اختصار مس سرچشمه
- معدن مس سرچشمه به اختصار مس سرچشمه